# Ludwik Czyżewski
Ludwik Czyżewski, ps. „Julian”, „Dalia”, „Wiktor”, „Franciszek”, „Beskid” (ur. 8 października 1892 w Wandolinie Wiszniowieckiej w powiecie rohatyńskim, zm. 25 marca 1985 we Wrocławiu) – pułkownik piechoty Wojska Polskiego, Korpusu Ochrony Pogranicza i Armii Krajowej, 3 maja 1972 roku mianowany przez Prezydenta RP na uchodźstwie generałem brygady.

## Życiorys
Był synem Michała i Wiktorii z Zawistowskich. Był bratem Juliana Czyżewskiego. Od 1906 był członkiem „Filarecji”, redagował pismo „Iskry”. W 1911 zdał egzamin dojrzałości w C. K. Gimnazjum w Brzeżanach. Studiował medycynę we Lwowie, gdzie działał w Związku Walki Czynnej i Związku Strzeleckim. 1 października 1913 został powołany do służby w armii Austro-Węgier. Po wybuchu I wojny światowej walczył na froncie wschodnim i włoskim, jako dowódca kompanii. Jego oddziałem macierzystym był 100 Śląsko-Morawski pułk piechoty. W czasie służby w armii austro-węgierskiej awansował kolejno w korpusie oficerów rezerwy piechoty na stopień: podporucznika (1 września 1915) i porucznika (1 listopada 1917). W październiku 1918 stworzył w Lublanie oddział polski, na którego czele powrócił do Polski.
Od listopada 1918 w Wojsku Polskim, współtwórca 9 pułku piechoty (później 26 pułk piechoty) – dowódca kompanii, a potem batalionu. Kapitan z 1 czerwca 1919. Brał udział w działaniach pułku na Śląsku, a potem w wojnie polsko-bolszewickiej. W okresie październik 1920–1922 w MSWojsk. W 1922 na kursie dla oficerów sztabowych w Centrum Wyszkolenia Piechoty. W latach 1923–1924 dowódca baonu w 25 pułku piechoty. Major z 15 sierpnia 1924. W 1928 roku był kwatermistrzem 25 pułku piechoty. 31 marca 1930 roku został przeniesiony do Korpusu Ochrony Pogranicza na stanowisko dowódcy batalionu KOP „Bereźne”. Na podpułkownika został awansowany ze starszeństwem z dniem 1 stycznia 1931 roku w korpusie oficerów piechoty. 23 marca 1932 roku został przeniesiony z KOP do 2 pułku piechoty Legionów w Sandomierzu na stanowisko zastępcy dowódcy pułku. W 1935 roku objął dowództwo tego pułku i dowodził nim w kampanii wrześniowej 1939 roku. Na pułkownika był awansowany ze starszeństwem z dniem 1 stycznia 1937 roku w korpusie oficerów piechoty.
Po agresji III Rzeszy na Polskę, 5 września 1939 roku dowodził w bitwie pod Borową Górą. Walczył do 28 września w obronie Modlina. Po kapitulacji przebywał w obozie jenieckim w Działdowie, skąd został zwolniony w październiku i wyjechał do Warszawy. Od lutego 1940 roku pełnił funkcję inspektora Komendy Głównej ZWZ, od 1942 roku Komendy Głównej Armii Krajowej. Od maja 1942 do marca 1943 roku był komendantem Okręgu Łódź AK, a od marca 1943 do lata 1944 roku komendantem AK Okręgu Lwów.
Po wojnie początkowo pracował jako nauczyciel w szkole w Adamkach w powiecie kaliskim. W 1946 roku ujawnił się i powrócił do rodowego nazwiska. Wyjechał do Wrocławia, gdzie pracował przy odbudowie ratusza, następnie w Książnicy-Atlas (przekształconej w 1951 w Wydawnictwo Kartograficzne) we Wrocławiu, przed przejściem na emeryturę w 1968 roku dyrektor placówki. Zmarł we Wrocławiu. Pochowany w grobowcu rodzinnym na Starym Cmentarzu w Piotrkowie Trybunalskim. 
Był mężem Stanisławy z Ostrowskich, ojcem Zofii i Zbigniewa. 
Autor wspomnień o obronie Modlina.

## Awanse
- podporucznik
- porucznik
- kapitan – ze starszeństwem z dniem 1 czerwca 1919
- major – ze starszeństwem z dniem 15 sierpnia 1924.
- podpułkownik – ze starszeństwem z dniem 1 stycznia 1931 roku w korpusie oficerów piechoty
- pułkownik – ze starszeństwem z dniem 1 stycznia 1937 roku w korpusie oficerów piechoty
- generał brygady – ze starszeństwem z dniem 3 maja 1972 roku w korpusie generałów[11]

## Ordery i odznaczenia
- Krzyż Złoty Orderu Wojennego Virtuti Militari
- Krzyż Srebrny Orderu Wojennego Virtuti Militari nr 11821
- Krzyż Kawalerski Orderu Odrodzenia Polski
- Krzyż Walecznych (dwukrotnie: po raz pierwszy w 1921[12])
- Złoty Krzyż Zasługi z Mieczami[2]
- Złoty Krzyż Zasługi (10 listopada 1928)[13]
- Medal Niepodległości (9 stycznia 1932)[14]
- Medal Pamiątkowy za Wojnę 1918–1921
- Medal Dziesięciolecia Odzyskanej Niepodległości
- Odznaka za Rany i Kontuzje[15]
- Odznaka 2 Pułku Piechoty Legionów[15]
- Odznaka Korpusu Ochrony Pogranicza[15]
- Brązowy Medal Zasługi Wojskowej z mieczami na wstążce Krzyża Zasługi Wojskowej (Austro-Węgry)[16]
- Złoty Medal Waleczności (Austro-Węgry)[16]
- Brązowy Medal Waleczności (Austro-Węgry)[16]
- Krzyż Wojskowy Karola (Austro-Węgry)[16]

## Upamiętnienie
Generał Ludwik Czyżewski jest patronem Szkoły Podstawowej w Woli Krzysztoporskiej oraz Zespołu Szkół Ponadpodstawowych nr 1 w Bełchatowie.
Imieniem gen. Ludwika Czyżewskiego nazwano ulice w Bełchatowie, Bogdanowie, Łodzi, Piotrkowie Trybunalskim, Sandomierzu i Zakroczymiu.